# 15819 Алістерлінґ
15819 Алістерлінґ (1994 SN9, 1981 SE4, 15819 Alisterling) — астероїд головного поясу, відкритий 28 вересня 1994 року.
Тіссеранів параметр щодо Юпітера — 3,660.